# Йонас Стаугайтіс
Йонас Стаугайтіс, або Йонас Стауґайтіс (лит. Jonas Staugaitis; 20 травня 1868 — 18 січня 1952) — литовський політик, виконував обов'язки Президента Литовської Республіки від червня до грудня 1926 року.

## Життєпис
Закінчив гімназію в Маріямполе та Варшавський університет (1887—1893), де отримав медичну освіту. Надалі працював лікарем в Шакяї та займався громадською діяльністю.
У 1919 після проголошення незалежності Литви переїхав до Каунаса, призначений начальником медичного відділу Міністерства охорони здоров'я.
У 1920-1926 — директор лікарні, в 1922-1940 головний редактор журналу «Medicina».
У 1920 обраний в Сейм Литовської Республіки від Литовського народного союзу селян, в 1920-1922 був заступником голови партійної фракції.
2 червня 1926 обраний головою Сейму.

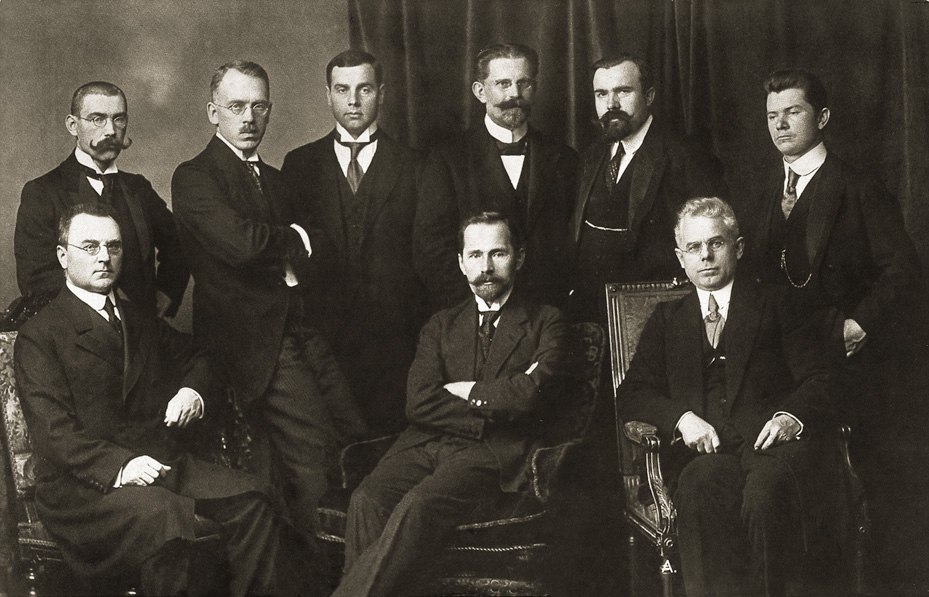
Йонас Стаугайтіс в 1918 (сидить, перший ліворуч)

## Військовий переворот у Литві (1926)
Після відставки президента Казіса Грінюса 17 грудня 1926 під час перевороту, керованого Антанасом Смятоною, згідно з конституцією став виконувачем повноважень президента, наступного дня сам пішов у відставку, передавши повноваження Александрасу Стульгінскісу, і повернувся до наукової діяльності.
Зі встановленням комуністичного режиму не потрапив під репресії.
У 1945—1949 працював у музеї гігієни, був членом медичної ради Литовської РСР.
У 1949—1951 — лікар санітарно-епідеміологічної станції, менеджер будинку санітарної просвіти в Каунасі.
Похований на Петрашунському цвинтарі в Каунасі.

## Пам'ять
На будинку Адама Міцкевича в Каунасі, в якому Йонас Стаугайтіс жив у 1927—1952 роках, встановлено меморіальну дошку.